# Eulophia bisaccata
Eulophia bisaccata är en orkidéart som beskrevs av Friedrich Fritz Wilhelm Ludwig Kraenzlin. Eulophia bisaccata ingår i släktet Eulophia och familjen orkidéer. Inga underarter finns listade i Catalogue of Life.